# 莫三比克播棋
莫三比克播棋（Tschuba、Chuba），是從莫三比克傳來的播棋遊戲，1891年在美國以Chuba的名稱商業化販售。

## 棋具
- 長方形棋盤，挖有每排十一個棋洞，共四排。兩方各控制最近的半盤，每方只能自己的棋洞分投。

| Empty | Empty | Empty | Empty | Empty | Empty | Empty | Empty | Empty | Empty | Empty |
| 2     | 2     | 2     | 2     | 2     | 2     | 2     | 2     | 2     | 2     | Empty |
|       |       |       |       |       |       |       |       |       |       |       |
| Empty | 2     | 2     | 2     | 2     | 2     | 2     | 2     | 2     | 2     | 2     |
| Empty | Empty | Empty | Empty | Empty | Empty | Empty | Empty | Empty | Empty | Empty |

初始佈置

## 規則
- 初始佈置時，每方第一排皆有一顆棋子，第二排僅除各方最左洞外，其餘有兩顆棋子。

- 雙方輪流，需優先選擇有兩顆棋子以上的己方棋洞中取出所有棋子，逆時針方向分配到其他的洞中，一洞分配一顆，直到分配完，範圍環繞只限定在己方控制的棋洞中。最後分配的一顆棋子若落在有棋子的洞中時，需再從該洞以同方向再進行分配動作，直到最後分配的棋子落在無棋子的洞中。
  - 沒有其他洞選擇時，才可選擇只有一顆棋子的洞，分配時要跳過有棋子的洞。
  - 若最後分配的一顆棋子若落在己方上排有棋子的洞中，並且同列對方第二排棋洞有棋子，則取走此列對方兩個洞的所有棋子，以及任選其他一列的對方兩個洞棋子作分數。

- 當一方所有棋洞都只剩一顆以下時，將該玩家的第二排洞的所有棋子交給對方。

- 一方獲得所方所有棋子時得勝。

## 外部連結
- 遊戲介紹 （页面存档备份，存于）